# Reach (entreprise)
 (septembre 2019).
Pour les articles homonymes, voir Reach.
Reach plc (Trinity Mirror entre 1999 et 2018) est un groupe de presse britannique.
Au niveau national, il détient le Daily Mirror, le Daily Express, le Daily Record et le Daily Star. 
Au niveau régional, il détient les journaux Manchester Evening News, Liverpool Echo, Newcastle Chronicle et Birmingham Mail. En Irlande, il publie l'Irish Daily Star, les éditions irlandaises des Daily Mirror et Sunday Mirror ainsi que le magazine RSVP.
Trinity Mirror est coté au London Stock Exchange.
Son siège social se situe à Londres.

## Histoire
En septembre 2017, Trinity Mirror est en discussion exclusive pour reprendre l'activité média du groupe britannique Northern & Shell (en) comprenant le Daily and Sunday Express, le Daily and Sunday Star et le magazine OK. Ces titres sont rachetés début 2018, pour 126,7 millions de livres.
Le 8 mai 2018 la cotation du titre cesse avec le code RCH pour le code TNI et la dénomination Reach Plc.

## Principaux actionnaires
Au 25 mars 2024.
| M&G Investment Management              | 13.90 % |
| Aberforth Partners LLP                 | 11.93 % |
| Slater Investments Ltd.                | 5,393 % |
| Fidelity Management & Research Co. LLC | 5.050 % |
| Premier Fund Managers Ltd.             | 4.905 % |
| Schroder Investment Management Ltd.    | 4.512 % |
| CACEIS Bank SA                         | 4.318 % |
| Dimensional Fund Advisors LP           | 4.039 % |
| Abrdn Investment Management Ltd.       | 3.952 % |
| JPMorgan Asset Management (UK) Ltd.    | 3.029 % |